# Metadelphis
Metadelphis ist eine Gattung der Saugwürmer. Sie sind Parasiten der Gallenblase bei südamerikanischen Fleder- und Beuteltieren.

## Merkmale
Der Körper ist lanzettförmig mit einem breiten Hinterende. Die glatte Körperoberfläche ist manchmal mit kleinen konischen Papillen besetzt. Der Mundsaugnapf ist klein. Der Ösophagus ist deutlich, Blinddärme sind nicht vorhanden. Die beiden großen Hoden liegen diagonal zueinander in der vorderen Körperhälfte. Der Cirrus-Sack ist länglich und liegt zwischen Darmgabel und Bauchsaugnapf. Die Geschlechtsöffnung liegt nahe der Darmgabel. Das Ovar ist kleiner als die Hoden und liegt dicht hinter dem hinteren Hoden in der hinteren Körperhälfte. Der stark geschlängelte Uterus nimmt nahezu den gesamten Körper, mit Ausnahme der Keimdrüsenregion ein. Der Dotterstock beginnt hinter dem Ovar und besteht aus zwei kurzen Bändern.

## Arten
Zur Gattung gehören folgende Arten:
- Metadelphis alverangai
- Metadelphis apharyngotrema
- Metadelphis compactus
- Metadelphis evandroi
- Metadelphis lenti
- Metadelphis tkachi